# Rainier (Oregon)
Rainier az Amerikai Egyesült Államok északnyugati részén, Oregon állam Columbia megyéjében helyezkedik el. A 2010. évi népszámláláskor 1895 lakosa volt. A város területe 6,79 km², melyből 2,23 km² vízi.

## Történet
A várost 1851-ben, a Columbia-folyó déli partján alapította Charles E. Fox, az első postamester. Rainiert először Eminence-nek, majd Fox's Landingnak hívták, később elnyerte végleges nevét, melyet a Washington államban található Rainier-hegyről kapott; a hegy a város feletti dombokról tisztán látható. Rainier városi rangot 1881-ben kapott.
A város a 20. század utolsó negyedévében főképp a Trojan Atomerőműről volt ismert, mely 1976 márciusától szolgáltatta Portland és környéke számára az elektromosságot. A létesítmény Oregon egyetlen nukleáris erőműve. Az erőművet statikai problémák miatt bezárták, 1993 januárjában pedig szétszerelték; 2006. május 21-én a megmaradt hűtőtornyot pedig felrobbantották.
A bezárás nagy hatással volt a városra; mindössze néhány kisebb bolt és szolgáltató maradt meg.

## Éghajlat
A térség nyarai melegek (de nem forróak) és szárazak; a havi maximum átlaghőmérséklet 22 °C. A Köppen-skála alapján a város éghajlata meleg nyári mediterrán. A legcsapadékosabb a november–január, a legszárazabb pedig a július–augusztus közötti időszak. A legmelegebb hónap augusztus, a leghidegebb pedig december.
| Hónap                         | Jan.  | Feb.  | Már. | Ápr. | Máj. | Jún. | Júl. | Aug. | Szep. | Okt. | Nov.  | Dec.  | Év    |
| ----------------------------- | ----- | ----- | ---- | ---- | ---- | ---- | ---- | ---- | ----- | ---- | ----- | ----- | ----- |
| Rekord max. hőmérséklet (°C)  | 18,3  | 22,8  | 27,2 | 32,2 | 37,2 | 37,8 | 40,6 | 42,2 | 40,0  | 32,2 | 25,0  | 18,9  | 42,2  |
| Átlagos max. hőmérséklet (°C) | 8,3   | 11,7  | 13,3 | 16,1 | 22,2 | 25,6 | 25,6 | 26,1 | 23,3  | 16,1 | 11,1  | 7,8   | 17,3  |
| Átlaghőmérséklet (°C)         | 5,0   | 6,7   | 8,3  | 10,6 | 14,7 | 15,3 | 18,7 | 18,9 | 16,7  | 11,4 | 7,5   | 4,8   | 11,6  |
| Átlagos min. hőmérséklet (°C) | 1,7   | 1,7   | 3,3  | 5,0  | 7,2  | 10,0 | 11,7 | 11,7 | 10,0  | 6,7  | 3,9   | 1,7   | 6,2   |
| Rekord min. hőmérséklet (°C)  | −17,2 | −16,7 | −7,2 | −4,4 | −2,2 | −0,6 | 0,6  | 1,7  | −1,7  | −4,4 | −13,3 | −15,6 | −17,2 |
| Átl. csapadékmennyiség (mm)   | 168   | 130   | 120  | 97   | 81   | 59   | 20   | 28   | 51    | 102  | 196   | 173   | 1225  |
| Forrás: The Weather Channel   |       |       |      |      |      |      |      |      |       |      |       |       |       |

## Népesség

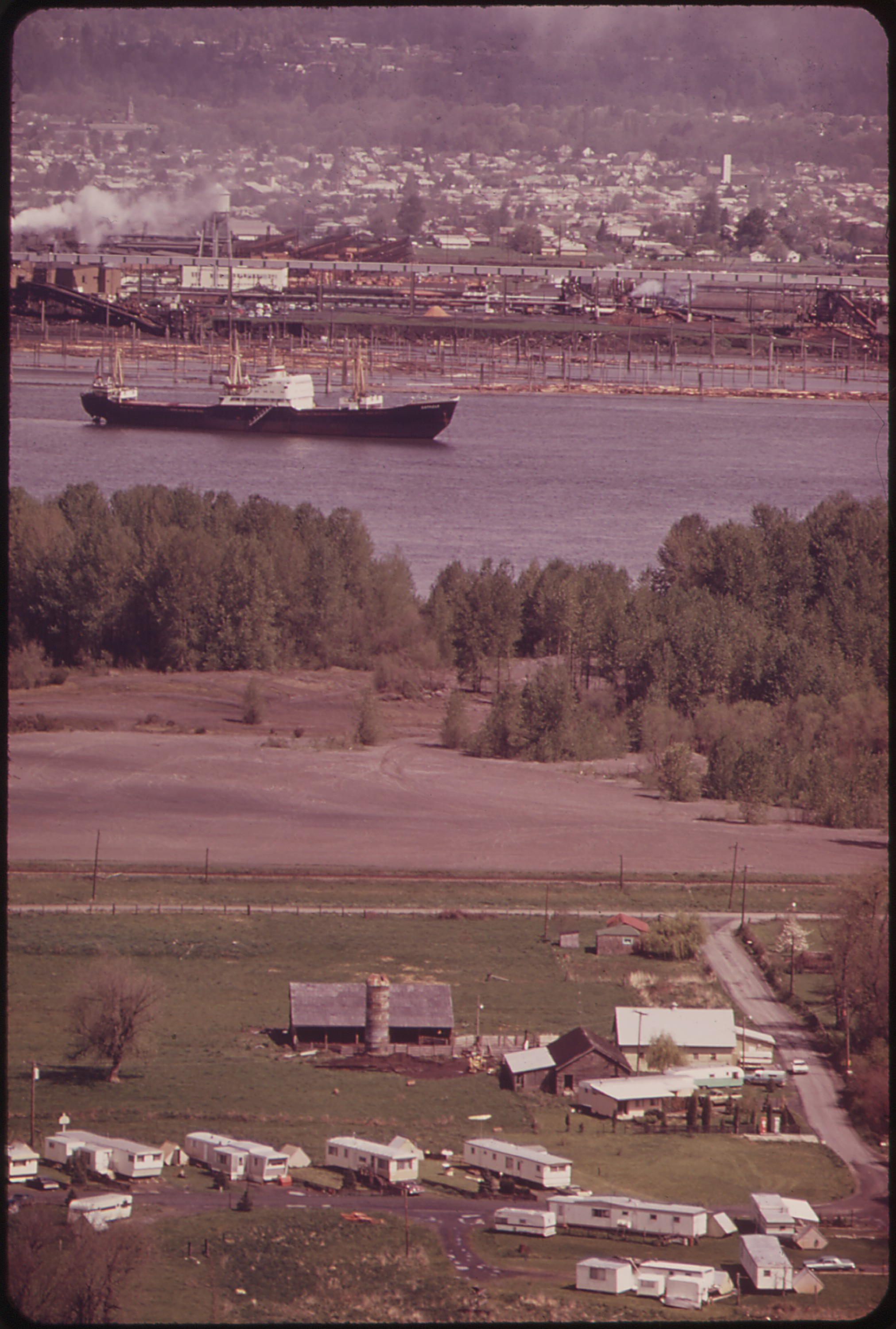
A Columbia-folyó és környéke 1973-ban

### 2010
A 2010-es népszámláláskor a városnak 1895 lakója, 818 háztartása és 502 családja volt. A népsűrűség 415,7 fő/km². A lakóegységek száma 884, sűrűségük 193,9 db/km². A lakosok 93,1%-a fehér, 0,2%-a afroamerikai, 1,3%-a indián, 0,2%-a ázsiai, 0,1%-a a Csendes-óceáni szigetekről származik, 1,5%-a egyéb-, 3,6%-a pedig kettő vagy több etnikumú. A spanyol vagy latino származásúak aránya 4% (2,8% mexikói, 0,4% kubai, 0,8% pedig egyéb spanyol/latino származású).
A háztartások 26,2%-ában élt 18 évnél fiatalabb. 46,8% házas, 10,9% egyedülálló nő, 3,7% pedig egyedülálló férfi; 38,6% pedig nem család. 32,3% egyedül élt; 12,7%-uk 65 éves vagy idősebb. Egy háztartásban átlagosan 2,32 személy élt; a családok átlagmérete 2,91 fő.
A medián életkor 43,9 év volt. A város lakóinak 21,8%-a 18 évesnél fiatalabb, 7% 18 és 24 év közötti, 22,8%-uk 25 és 44 év közötti, 30,4%-uk 45 és 64 év közötti, 17,9%-uk pedig 65 éves vagy idősebb. A lakosok 48,5%-a férfi, 51,5%-uk pedig nő.

### 2000
A 2000-es népszámláláskor a városnak 1687 lakója, 667 háztartása és 460 családja volt. A népsűrűség 404,6 fő/km². A lakóegységek száma 733, sűrűségük 175,8 db/km². A lakosok 92,83%-a fehér, 0,06%-a afroamerikai, 1,48%-a indián, 0,36%-a ázsiai, 0,24%-a Csendes-óceáni szigetekről származik, 1,36%-a egyéb-, 3,68% pedig kettő vagy több etnikumú. A spanyol vagy latino származásúak aránya 2,85% (1,3% mexikói, 0,4% Puerto Ricó-i, 0,2% kubai, 1% pedig egyéb spanyol/latino származású).
A háztartások 31,2%-ában élt 18 évnél fiatalabb. 55,3% házas, 10,2% egyedülálló nő; 31% pedig nem család. 26,4% egyedül élt; 9%-uk 65 éves vagy idősebb. Egy háztartásban átlagosan 2,53 személy élt; a családok átlagmérete 3,03 fő.
A város lakóinak 27%-a 18 évnél fiatalabb, 8,1%-a 18 és 24 év közötti, 25,8%-a 25 és 44 év közötti, 26,1%-a 45 és 64 év közötti, 13%-a pedig 65 éves vagy idősebb. A medián életkor 37 év volt. Minden 18 évnél idősebb 100 nőre 90,2 férfi jut; a 18 évnél idősebb nőknél ez az arány 89,8.
A háztartások medián bevétele 41 949 amerikai dollár, ez az érték családoknál $46 759. A férfiak medián keresete $45 179, míg a nőké $23 036. A város egy főre jutó bevétele (PCI) $18 511. A családok 8,4%-a, a teljes népesség 10,4%-a élt létminimum alatt; a 18 év alattiaknál ez a szám 19,6%, a 65 évnél idősebbeknél pedig 6,4%.

## Közlekedés
A város vasúton két irányból közelíthető meg, a Portland and Western Railroad helyben, illetve az Amtrak Columbia-folyó túloldalán, Kelsóban megálló vonataival.
2005-ben nyílt meg a longview-i kikötővel szemben a Teevin terminál. 2012-ben a Teevin Bros. 2 millió dolláros támogatást kapott az Oregoni Közlekedési Bizottságtól a terminál T-alakúvá fejlesztésére, ezzel a tulajdonos, Shawn Teevin szerint Eugene és Astoria között a legnagyobb ilyenné vált.

## Nevezetes személy
- Miller M. Duris – politikus[12]

## Fordítás
Ez a szócikk részben vagy egészben  a   Rainier, Oregon című angol Wikipédia-szócikk ezen változatának fordításán alapul.  Az eredeti cikk szerkesztőit annak laptörténete sorolja fel. Ez a jelzés csupán a megfogalmazás eredetét és a szerzői jogokat jelzi, nem szolgál a cikkben szereplő információk forrásmegjelöléseként.